# Jan I van Cyprus
Jan van Lusignan (tussen 1259 en 1267 - Nicosia, 20 mei 1285) was als Jan I koning van Cyprus en als Jan II van Jeruzalem. Hij was de oudste zoon van Hugo III van Cyprus en Isabella d'Ibelin.
Hij volgde zijn vader op rond 24 maart en werd gekroond op 11 mei 1284. Voor de kroning was er nog het dispuut met Karel van Anjou, die alle domeinen van het koninkrijk Jeruzalem in handen had. Maar deze werd verjaagd door sultan Quluwan, de banden met de Genuezen en Venetianen werden aangehaald en dankzij hun medewerking konden er nog enkele steden als Akko, Tyrus en Tripoli in het heilige land in christelijke handen blijven.

Jan regeerde maar 1 jaar als koning, net na zijn twist met Karel van Anjou om de troon. Volgens historici zou hij in een complot vergiftigd zijn door zijn jongere broers, waaronder ook Hendrik II. Jan werd op 20 mei 1285 dood aangetroffen in zijn bed, en hij werd een aantal dagen later begraven in de Sint-Dementiuskerk te Nicosia. Hij was niet getrouwd en had geen kinderen. Hij werd opgevolgd door zijn broer Hendrik II.